# Canton de Bois-Colombes
Le canton de Bois-Colombes est une ancienne division administrative française située dans le département des Hauts-de-Seine en région Île-de-France. Son chef-lieu est Bois-Colombes.
À la suite du redécoupage cantonal de 2014, le canton est supprimé et son territoire intégré au nouveau canton de Colombes-2.

## Géographie
Le canton correspondait en intégralité à la commune de Bois-Colombes.

## Histoire

### Département de laSeine
Le canton de Colombes du département de la Seine (arrondissement de Saint-Denis, comprenant les communes de Colombes et Bois-Colombes, a été créé par la loi du 14 avril 1908, par scission du canton de Courbevoie, après la création de la commune de Bois-Colombes par la loi du 13 mars 1896 qui réduit d'autant le territoire de Colombes.
Il est supprimé lors de la création du département des Hauts-de-Seine, et son territoire réparti entre les cantons de Bois-colombes, Colombes-Sud et Colombes-Nord.

### Département desHauts-de-Seine
Dans le cadre de la mise en place du département des Hauts-de-Seine, le canton de Bois-Colombes, comprenant la seule commune de Bois-Colombes, est créé par le décret du 20 juillet 1967.
Un nouveau découpage territorial des Hauts-de-Seine entre en vigueur à l'occasion des premières élections départementales suivant le décret du 26 février 2014. Les conseillers départementaux sont, à compter de ces élections, élus au scrutin majoritaire binominal mixte. Les électeurs de chaque canton élisent au Conseil départemental, nouvelle appellation du Conseil général, deux membres de sexe différent, qui se présentent en binôme de candidats. Les conseillers départementaux sont élus pour 6 ans au scrutin binominal majoritaire à deux tours, l'accès au second tour nécessitant 12,5 % des inscrits au 1er tour. En outre la totalité des conseillers départementaux est renouvelée. Ce nouveau mode de scrutin nécessite un redécoupage des cantons dont le nombre est divisé par deux avec arrondi à l'unité impaire supérieure si ce nombre n'est pas entier impair, assorti de conditions de seuils minimaux. Dans les Hauts-de-Seine, le nombre de cantons passe ainsi de 45 à 23.
Dans ce cadre, le canton est supprimé, et son territoire intégré au canton de Colombes-2.

## Administration

### Conseillers généraux de laSeine
Conseillers généraux des trois anciens cantons de Colombes
1re circonscription (Colombes), créée en 1908, par division de l'ancien canton de Courbevoie
| Période | Période | Identité                    | Étiquette | Qualité |
| ------- | ------- | --------------------------- | --------- | --- |
| 1908    | 1919    | Hector Molinié              | Rad.      | Médecin Vice-président du Conseil général de la Seine (1910 → 1911) Député de la Seine (1919 → 1928)                                                           |
| 1919    | 1925    | Jean Bonal                  | Modéré    | Négociant en vins Premier maire de La Garenne-Colombes (1910 → 1933) Officier de la Légion d'honneur Conseiller général de la 2e circonscription (1925 → 1933) |
| 1925    | 1929    | Maurice Chavany (1872-1951) | Rad.ind.  | Architecte Maire de Colombes (1921 → 1935) |
| 1929    | 1935    | Charles Millot (1878-1951)  | Rad.      | Menuisier à Colombes |
| 1935    | 1940    | Henri Neveu (1894-1983)     | PCF       | Reporter-photographe Conseiller municipal de Colombes |
|         |         |                             |           | |
| 1945    | 1967    | Henri Neveu                 | PCF       | Maire honoraire de Colombes (1965) |

2e circonscription (Bois-Colombes, La Garenne-Colombes)
| Période                                  | Période          | Identité                 | Étiquette | Qualité |
| ---------------------------------------- | ---------------- | ------------------------ | --------- | --- |
| Les données manquantes sont à compléter. |                  |                          |           | |
| 1925                                     | 11 décembre 1933 | Jean Bonal               | RG        | Négociant en vins Premier maire de La Garenne-Colombes (1910 → 1933) Officier de la Légion d'honneur Conseiller général de la 1re circonscription (1919 → 1925) Décédé en fonction |
| 1934                                     | 1934 (démission) | Édouard Fillon           | RG        | Assureur, maire de Bois-Colombes |
| 1935                                     | 1940             | René Casalis (1886-1947) | Rad.ind.  | Médecin, adjoint au maire de La Garenne-Colombes Révoqué par le Gouvernement de Vichy en 1941 en raison de son appartenance à la Franc-Maçonnerie                                  |

3ème circonscription
| Période                                  | Période | Identité       | Étiquette | Qualité                                                                                           |
| ---------------------------------------- | ------- | -------------- | --------- | ------------------------------------------------------------------------------------------------- |
| Les données manquantes sont à compléter. |         |                |           |                                                                                                   |
| 1934                                     | 1940    | Édouard Fillon | RG        | Assureur Maire de Bois-Colombes (1931 → 1944) Membre du Conseil national du Gouvernement de Vichy |

### Conseillers généraux desHauts-de-Seine
| Période | Période | Identité       | Étiquette    | Qualité |
| ------- | ------- | -------------- | ------------ | --- |
| 1967    | 1994    | Émile Tricon   | UDR puis RPR | Attaché d'agent de change Maire de Bois-Colombes (1953-1986), député (1963-1973) et sénateur (1986-1988)                                                                           |
| 1994    | 2001    | Roger Blinière | RPR puis MPF | Agent d'assurances Maire de Bois-Colombes (1989-1995) |
| 2001    | 2015    | Yves Révillon  | UMP          | Pharmacien Maire de Bois-Colombes depuis 1995, vice-président du conseil général des Hauts-de-Seine Suppléant du député Jacques Kossowski Élu en 2015 dans le Canton de Colombes-2 |

## Composition
Le canton était constitué de la totalité de la commune de Bois-Colombes.
| Nom                       | Code Insee | Codepostal | Superficie (km2) | Population (dernière pop. légale) | Densité (hab./km2) |
| ------------------------- | ---------- | ---------- | ---------------- | --------------------------------- | ------------------ |
| Bois-Colombes (chef-lieu) | 92009      | 92270      | 1,92             | 28 709 (2012)                     | 14 953             |

## Démographie
| 1968   | 1975   | 1982   | 1990   | 1999   | 2006   | 2011   | 2012   |
| ------ | ------ | ------ | ------ | ------ | ------ | ------ | ------ |
| 28 934 | 26 657 | 23 780 | 24 415 | 23 885 | 27 151 | 28 927 | 28 709 |